# Товарищеский суд
Товарищеский суд — один из механизмов внесудебных репрессий сталинского времени, призванный карать жителей страны за проступки, не содержащие в себе признаков состава преступления и не являвшиеся правонарушениями по советскому же законодательству. Аналог дисциплинарных взысканий для лиц, не подпадающих под дисциплинарную ответственность, т. е. не состоящих в отношениях подчинённости с судящим лицом («начальник—подчинённый», «командир—солдат» и т. п.). Формировались и заседали «товарищеские суды» по производственному и территориальному принципу, то есть на предприятиях (заводах и фабриках), и при коммунальных организациях (домкомах, позже — при жилконторах, ЖЭКах и т. п.). Как и всем прочим фарсовым квазиюридическим карательным организационным формам сталинского времени («тройки», «особые совещания», «показательные суды», «открытые процессы», «явки с повинной» и т. д.), товарищеским судам придавалось подобие законности — их проведение и принятые решения документировались и даже могли протоколироваться, но присутствие на них дипломированных юристов было не просто не обязательным, а нежелательным, защитник и обвинитель как таковые на заседаниях «товарищеских судов» не предусматривались, решения «товарищеского суда» могли идти вразрез с действовавшим советским законодательством, требовать от подсудимого «деятельного раскаяния» в формах, не предусмотренных законодательно и т. п. После смерти Сталина, в период застоя «товарищеские суды чести» нередко проводились по блату только на бумаге (нередко задним числом) как упреждающая мера и как форма «кумовства» для приближённых к власти, чтобы те могли избежать реального уголовного преследования, а покрывавшие их представители власти — судебного разбирательства их собственной халатности и попустительства, прикрывшись фиктивным решением ими же проведённого «товарищеского суда», — таким образом, по мнению О. А. Бобракова, они «подменяли профессионалов и брали преступников на поруки».

## История
В 1922 году в коммунистических детских группах «Юные пионеры» имени Спартака существовали товарищеские суды отрядов.
К сталинскому периоду относится внедрение в советскую юриспруденцию параллельно с «народными судами» (т. е. обыкновенными постоянно действующими судебными органами) не только «товарищеских» судов, но также «сельских общественных судов» (СОСы), «судов чести», «партийных судов», — всё это характеризовалось как «шаг вперёд от формальных правовых структур к более социалистическим и революционным формам разрешения споров», и сопровождалось «развёртыванием всех форм общественной самодеятельности трудящихся», под которыми понимались новообразуемые «сигнальные посты», «домовые комитеты», «народные дружины», «группы содействия прокуратуре», «секции ревзаконности» и т. п.
Законодательно легализованы они были Указом Президиума Верховного Совета СССР в 1961 году. В Советском Союзе и странах советского блока в период застоя и до краха советской системы, в 1961 — 1990 годах — выборный общественный орган, для предупреждения правонарушений и проступков, наносящих вред обществу, осуществлявший воспитание методом убеждения и общественного воздействия, на уровне посёлка, села, домоуправления, улицы, предприятия (на крупных предприятиях — цеха), коллективного хозяйства.
Товарищеские суды формально являлись выборными общественными органами, которые действовали в дополнение к государственным судебным органам и преследовали цель исправления человека силами коллектива, в котором человек находился на работе или по месту его жительства. Товарищеский суд, согласно законодательному определению, был призван «содействовать воспитанию граждан в духе коммунистического отношения к труду, бережного отношения к социалистической собственности, соблюдения правил социалистического общежития, развития у них чувства коллективизма и товарищеской взаимопомощи, уважения достоинства и чести советских людей».

## СССР
В Советском Союзе товарищеские суды являлись общественно-товарищеской формой судопроизводства, которое регулировалось процессуальным законодательством Союза ССР и союзных республик. К примеру, в СССР — «Положением о товарищеских судах СССР», утвержденным Президиумом Верховного Совета СССР.
Товарищеские суды представляли собой выборные общественные органы, которые создавались по территориальному и производственному принципу на предприятиях, в колхозах/совхозах, учреждениях, организациях, учебных заведениях, по месту жительства. Суд образовывался по решению общего собрания трудового коллектива или исполнительным комитетом, по месту жительства населения. Число и состав товарищеских судов определялись путём открытого голосования. Срок работы одного состава товарищеского суда обычно составлял два года. Члены товарищеского суда осуществляли свои функции на общественных началах.
Товарищеские суды разбирали дела о нарушениях трудовой дисциплины, несоблюдении требований по охране труда, о недоброкачественном выполнении работ, о мелком хищении государственного и общественного имущества, мелкой спекуляции, оскорблениях, административных нарушениях, распитии спиртных напитков в общественных местах и т. п. Товарищеские суды могли рассматривать дела об имущественных спорах между гражданами на сумму до 50 рублей при согласии участников спора на рассмотрение дела в товарищеском суде.
Товарищеский суд имел право применить к нарушителям следующие меры: обязать принести публичное извинение, объявить товарищеское предупреждение, общественное порицание или общественный выговор, наложить денежный штраф до 50 рублей и т. д. При рассмотрении дел о нарушителях трудовой дисциплины (прогулах, опозданиях, преждевременном уходе с работы) товарищеский суд был вправе поставить перед руководством предприятия вопрос о переводе виновного на менее оплачиваемую работу.
Если товарищеский суд приходил к убеждению о необходимости привлечь правонарушителя к уголовной или административной ответственности, он принимал решение о передаче материалов соответствующим органам.
Распространение товарищеских судов видно из следующей статистики. На 1 января 1982 года в Кишинёве с населением около 540 000 человек действовало 700 товарищеских судов, в которые были избраны 5400 человек.
В СССР решения товарищеского суда могли быть использованы как доказательства, наравне с рапортом участкового, что имело серьезные последствия для подсудимого.
Согласно действовавшему в СССР Положением о товарищеских судах, товарищеский суд мог рассматривать дела о впервые совершенных преступных деяниях, если они не представляют большой общественной опасности, и органы внутренних дел, прокуратура или суд передадут такое дело на рассмотрение товарищеского суда. Такой порядок соответствовал, например, УПК БССР 1960 года.
Наличие этой правовой нормы привело к тому, что товарищеские суды довольно часто рассматривали дела о малозначительных преступлениях. В какой-то мере это нарушало принцип равенства граждан перед законом, поскольку направление дела в товарищеский суд зависело от усмотрения органов внутренних дел, прокуратуры или суда. А это означало, что за аналогичные правонарушения в отношении одного лица дело рассматривалось районным (городским) судом и такое лицо несло уголовную ответственность, а другого – товарищеским судом, что позволяло избежать уголовного наказания.
В 1960-е годы на страницах советской юридической печати было распространено мнение, что товарищеские суды выполняют функцию правосудия и должны стать органичной частью судебной системы. Но это не было воспринято Конституцией СССР 1977 г. В последующем некоторые юристы продолжали отстаивать эту точку зрения, ссылались на опыт некоторых зарубежных стран Восточной Европы, где в законодательстве общественные суды наравне с государственными были названы органами правосудия. В частности, общественными судами Германской Демократический Республики рассматривалась одна треть уголовных дел.
Участники V Международного конгресса криминологов социалистических стран, на котором рассматривались проблемы участия общественности в борьбе с преступностью, обсуждая вопрос об общественном правосудии, высказали разные точки зрения. Представляет интерес вывод, к которому пришли авторы генерального доклада: в отношении большинства преступлений отсутствуют условия для передачи их на рассмотрение органам общественности. 
В отличие от государственных судов, сфера деятельности товарищеского суда ограничивалась гражданским обществом.

## Исторические аналоги
Вариации гражданского суда в разных формах существовали и ранее. К примеру, в армии Наполеона при негласной поддержке офицерского состава среди солдат практиковался самосуд:

Произошло сражение. В роте заметили, что двух солдат никто во время боя не видал. Они явились к концу и объяснили своё отсутствие. Рота, убеждённая, что виновные просто спрятались со страха, сейчас же выбирает трёх судей (из солдат). Они выслушивают обвиняемых, приговаривают их к смертной казни и тут же, на месте, расстреливают. Начальство всё это знает, но не вмешивается. На том дело и кончается. Ни один офицер не должен был не только участвовать в суде, но даже и знать (официально, по крайней мере) о происшедшем расстреле.
— Тарле, Е. В. Разгром третьей коалиции 1805—1806 гг. // Наполеон.

## Товарищеский суд в искусстве
Кино:
- «Афоня»
- «Усатый нянь»
- «Амнистия», другое название «Троянский конь (фильм)», 1980
- «Большая перемена»
- «Бриллиантовая рука»
- «Конец старой Березовки», 1960
- «Повод», 1986, Режиссер Александр Полынников
- Братья Стругацкие: «Хромая судьба»

## Исторические документы
- Декрет СНК РСФСР от 5 апреля 1921 г. Положение о дисциплинарных товарищеских судах.
- Постановление ВЦИК и СНК РСФСР от 27 августа 1928 г. О товарищеских судах на фабрично-заводских предприятиях, в государственных и общественных учреждениях.
- Постановление ВЦИК и СНК РСФСР от 20 февраля 1931 г. О производственно-товарищеских судах на фабриках и заводах, в государственных и общественных учреждениях и предприятиях.
- Приказ НКО СССР от 15 апреля 1938 г. № 92 — приказ о создании товарищеских красноармейских судов
- Приказ НКО СССР от 17 января 1939 г. № 8 — приказ о введении в действие положений о товарищеских судах в РККА
- Указ Президиума Верховного Совета РСФСР об утверждении Положения о товарищеских судах и Положения об общественных советах по работе товарищеских судов